# جيسبر فلورين
جيسبر فلورين (من مواليد 11 سبتمبر 1990) هو لاعب كرة قدم سويدي محترف يلعب في نادي فاستيراس كظهير أيمن.